# Обсада на Търново
Обсадата на Търново се провежда през пролетта и лятото на 1393 г. и завършва с превземането на града от османците. С падането на столицата му, Търновското царство престава да съществува, а владенията му са ограничени до няколко крепости по Дунав, най-важна от които е Никопол – виж битка при Никопол.

## Причини за конфликта
Търново превъзхожда всички български градове по големината си, съкровищата и частично природното, частично изкуственото си укрепление. По тази причина османските турци атакуват този център на българските земи с всички сили.

## Военна и цивилизационна битка
През пролетта на 1393 г. Баязид I събира войските си от Мала Азия и през Хелеспонт и се присъединява със западната (европейска) армия към анадолския корпус, като вероятно румелийския корпус е включвал и силите на някои християнски владетели – османски васали предимно от Македония – презумира се за Константин Драгаш от житието на Иларион Мъгленски, както и за Стефан Лазаревич най-вече, както и за Константин Балшич. Баязид поверил главното командване на похода срещу Търновград на сина си Сюлейман Челеби и му заповядал да превземе града на всяка цена.
Внезапното появяване на огромна армия под стените на града учудило жителите му. Престолният град с неговите твърдини и опорни пунктове бил обсаден от всички страни. Османците заплашвали жителите с огън и смърт, ако не се предадат доброволно, според Григорий Цамблак.
Населението, водено от Патриарх Евтимий, се съпротивлявало, но накрая след тримесечна обсада, градът е завладян след атака на френкхисарската порта на Царевец на 17 юли 1393 г. Патриаршеската църква „Възнесение Христово“ била преобърната в джамия, а останалите църкви на Трапезица били изгорени и сринати до основи. Същата съдба сполетяла и царските дворци на Царевец, като части от техните стени и кули останали да стърчат чак до XVII век над обърнатия в турски български престолен средновековен град.
Съществуват многобройни взаимноизключващи се версии за разигралите се събития около превземането на столицата на Второто българско царство. Водеща в научно отношение е тази, че командващия отбраната на града патриарх Евтимий (поради отсъствието на Иван Шишман който изчакавал военна помощ от Сигизмунд в Никопол) пред опасността да избухне епидемия или гладни бунтове сред населението, договорил предаването на града. Другата водеща и романтична версия е, че старопрестолнината станала жертва на предателство, дело на жид(евреин, славянски), което предположение се гради главно на една средновековна легенда за Жидов гроб, която е и отразена в едноименно стихотворение на Иван Вазов. По темата съществува разнообразна литература, но както при всички легенди, вероятно и в този широко популярен мит е вградено поне зрънце истина, понеже последната търновска царица била от еврейско потекло – Сара.
Според основните източници за падането на града – „Похвално слово за Евтимий“ и „Разказ за пренасяне на мощите на Света Петка“ от Григорий Цамблак, българският патриарх успял да уговори добри условия за предаването на крепостта, но османците не спазили обещанията си.
Сюлейман Челеби снел обсадата, след което оставил за охрана на града османски гарнизон. Григорий Цамблак предава, че османският управител събрал всички видни търновски граждани и боляри чрез лъжа в една от столичните църкви под претекст, че ще се съвещава с тях по управленски въпроси и ги избил всички до един, обезглавявайки по този начин християнския елит на средновековната българска престолнина. Според Цамблак, Евтимий бил осъден на смърт, но спасен в последната минута от чудо. Легендата разказва, че когато палачът вдигнал ятагана си, за да отсече патриаршеската глава, ръката му се вкаменила, но това са верски чудеса. Уплашени от случилото се, османците решили да заточат духовника вместо да го убиват, каквато е и действителната съдба на създаделя на Търновската книжовна школа.

## Последици
По-късно, както предават историческите сведения, всички видни търновски граждани били изпратени в Мала Азия на заточение по стар византийско-имперски тертип, където техните исторически следи се губят. Българският патриарх е заточен в Бачковския манастир, където ѝ умира, след което е канонизиран за български светец.
Гражданите на Търново, които останали в града видели това, което е описано от съвременни източници като „пълно опустошение на града“. Османските завоеватели окупирали Царевец, наричайки го по турски Хисар. Учениците на Евтимий се разпилели и запътили по съседните все още свободни земи, а през Дунава преминали във Влашко, Молдавия, и оттам в древноруските земи, където продължили необозпокоявани книжовната си и просветителска дейност на среднобългарски език, проповядвайки и разпространявайки божието слово по тези земи на църковнославянски. Много други от търновските търговци и боляри, с цел да запазят общественото си положение, преминали към исляма. Най-известната търновска църква „Свети четиридесет мъченици“, построена от цар Иван Асен II, била обърната в храм на новата вяра.
Падането на Търново и заточението на патриарх Евтимий бележат началото на края средновековната българска държавност и самостоятелна култура. На следващата година след превземането на града от османците – през месец август 1394 г., патриархът на Константинопол определил молдовският митрополит да пренесе епископски знаци в Търново, като от 1395 г. Търново вместо пета патриаршеска резиденция в света (след Константинопол, Александрия, Антиохия и Йерусалим) се превърнал в обикновен епископски център. През 1402 г., след злополучната за османците битка при Ангора, новата Търновската епископия подчинена през последните години на Яшкия митрополит (където до днес се пазят мощите на християнската покровителка на Втората българска държава и Търново – Петка Българска), била издигната в митрополия, подчинена на Константинополския патриарх.
Посредством превземането на Търновград от османците, държавния, духовен и просветителски център на българските земи попаднал под светската власт на друговерци, а самостоятелната българска църква по стар византийски маниер и обичай била поставена под духовната опека на Вселенската патриаршия.